# Lilla Melodifestivalen 2002

## Final en Estocolmo
La primera edición del Lilla Melodifestivalen fue en el año 2002 y tuvo lugar en el SVT Studio de Estocolmo. La ganadora fue Sofie Larsson de 12 años con el tema
"Superduperkillen". Ella, junto a los clasificados en 2º y 3º lugar fueron los representantes suecos en el Nordic Melodi Grand Prix 2002. Sofie fue primera del público y segunda del jurado y ganó finalmente con 108 puntos.
| Nr. | Artista         | Canción                   | Compositores                                                                              | Votos  | Votos   | Votos | Posición |
| Nr. | Artista         | Canción                   | Compositores                                                                              | Jurado | Público | Total | Posición |
| --- | --------------- | ------------------------- | ----------------------------------------------------------------------------------------- | ------ | ------- | ----- | -------- |
| 1   | Fairytale       | Tills Natt Blir Dag       | Elisabeth Karlsson, Matilda Lundqist & Sofie Andrén                                       | 56     | 30      | 86    | 2º       |
| 2   | Linn & Isabelle | Kopp choklad              | Linn Björklund & Isabelle Björklund                                                       | 10     | 10      | 20    | 10º      |
| 3   | Joaquim         | Bättre fly än illa fajtas | Joaquim Lewerin                                                                           | 10     | 20      | 30    | 7º       |
| 4   | Shine           | Tar du min Hand           | Tove Wettergren, Jennifer Söderström, Mikaela Björn, Linnea Andersson & Johanna Lindström | 12     | 10      | 22    | 8º       |
| 5   | Clara           | Hej, vem är du?           | Clara Hagman-Ericsson                                                                     | 12     | 50      | 62    | 4º       |
| 6   | Amir            | Buga Och Bocka            | Amir Mehravaran                                                                           | 24     | 10      | 34    | 6º       |
| 7   | Three           | Stjärnorna                | Nathalie Almkvist, Emma Taubert & Sarah Taubert                                           | 30     | 10      | 40    | 5º       |
| 8   | Joel            | När blev du och jag vi?   | Joel Andersson                                                                            | 28     | 40      | 68    | 3º       |
| 9   | Stina & Jonna   | Alla har en dröm          | Stina Hylén & Jonna Hylén                                                                 | 20     | 10      | 30    | 7º       |
| 10  | Sofie Larsson   | Superduperkillen          | Sofie Larsson                                                                             | 48     | 60      | 108   | 1º       |